# Лапинский, Игорь Леонтьевич
Игорь Леонтьевич Лапинский (29 июня 1944, Угринов — 7 февраля 2023) — украинский поэт, писавший преимущественно на русском языке.

## Биография
Окончил Киевскую консерваторию (1969) по классу дирижирования И. Разумного. В 1969—1973 гг. преподавал на музыкально-педагогическом факультете Винницкого педагогического института, затем учился в аспирантуре Киевского педагогического института. До 1985 г. работал музыкальным редактором и журналистом на радио и телевидении, в 1985—1989 гг. дирижёр вокально-хореографического ансамбля Киевского дворца пионеров. В 1989—1991 гг. заведовал отделом музыки в газете «Курьер муз», в 1991—1993 гг. преподавал в музыкальной школе. В 1996—2012 гг. заведующий сектором в Украинском центре культурных исследований.

## Творчество
В винницкий период жизни Лапинский был близок Аркадию Драгомощенко, который в стихотворении 1976 года обращался к нему «Лапинский, брат мой»; благодаря Драгомощенко стихи Лапинского появились в 1979 году в ленинградском самиздатском журнале «Часы», а в 1992 г. в приложении к «Митину журналу» вышла его первая книга стихов «Огни святого Эльма», в предисловии к которой Василий Кондратьев отмечал, что пластика и риторика Лапинского восходят «к эпической силе древних песен, к латинской учёности вертоградов Симеона Полоцкого». В дальнейшем в киевском Издательском доме Дмитрия Бураго вышли книги Лапинского «Ludi» (2000), «Утро бессонных крыш» (2002), «Избранное» (2009) и «Дети индиго» (2017); сам Дмитрий Бураго писал о Лапинском, что тот «не заигрывает со временем, а, вживаясь в него, выжимает звучания. Симфоническая звучность его произведений завораживает».
Стихи Лапинского печатались в журналах «Звезда Востока», «Знамя», «Воздух», включены в Антологию русского верлибра и антологию «Освобождённый Улисс».